# 쉬메일

쉬메일의 개념도

쉬메일(영어: Shemale 시메일[*])이란 호르몬 투약 등으로 봉긋한 유방이 생기는 등 여성의 2차 성징을 갖추었으나 남성의 생식기를 가지고 있는 사람을 가리키는 말이다. 많은 트랜스젠더들은 "쉬메일"이라는 말이 트랜스젠더 개인의 성정체성과 성표현을 무시하고 조롱한다고 주장하며, 이 말 자체가 모욕적이라고 생각한다. 이런 시각에 따르면 "쉬메일"이라는 말은 그 사람의 생물학적 성을 강조하고 사회적 성을 무시하는 것이다. 성전환자 여성에게 "쉬메일"이라는 말을 사용하는 것은 그녀가 성매매에 종사한다는 주장을 은연 중에 내포하고 있는 경우가 많다. 또한 "쉬메일"이라는 말은 포르노에서 자주 사용된다.
1979년 재니스 레이먼드는 자기 책 《트랜스섹슈얼 제국》에서 "쉬메일"이라는 용어를 성전환자 여성을 경멸적으로 가리키는 말로서 도입해 사용했는데, 레이먼드를 비롯해 메리 데일리 같은 다른 페미니스트들은 "쉬메일"은 여전히 "메일"(남성)이며, 그들은 여성의 본질에 대한 남성들의 가부장적 공격이라고 했다. 그 이후로 MTF 사이에서 "쉬메일"이라는 말은 환영받지 못하고 있다.

## 같이 보기
- 트랜스팬
- 후타나리
- 자웅동체
- 카토이